# Джо Каденге
Джо Каденге (англ. Joe Kadenge; 16 березня 1935 — 7 липня 2019) — кенійський футболіст та тренер. Фараї Мунзагі, спеціально для BBC, зазначив, що «він [Джо Каденге] вважається найкращим футболістом, якого виховала Кенія».

## Клубна кар'єра
Футболом розпочав займатися в дитинстві, грав у м'яч зі своїми однолітками на вулиці. Під час навчання у Середній школі Музінгу грав за шкільну футбольну команду. Дорослу футбольну кар'єру розпочав 1957 року в «Накуру Ол Старз», у складі якого виступав у міжокружному чемпіонаті Кенії та кубку Ремінгтона. Потім перейшов у «Мараголі Юнайтед», у складі якого відіграв сезон 1963 року.  Автор найшвидшого голу в історії кенійської Прем'єр-ліги. Потім перейшов до «Абалаг'я Юнайтед», у футболці якого виступав до 1975 року. 1966 року разом з командою виграв національний чемпіонат. У 1975 році перейшов до «Мараголі Юнайтед», проте в команді виступав нетривалий період часу, після чого завершив футбольну кар'єру.

## Кар'єра в збірній
У футболці національної збірної Кенії дебютував 1957 року на кубку Коссанжа в Занзібарі. Наступного року допоміг команді вийти до фіналу цього турніру, в якому кенійці обіграли Уганду (2:0). Кар'єру в збірній завершив 1970 року.

## Кар'єра тренера
У 1968 році, ще будучи гравцем «Абалаг'ї», разом з Ентоні Мукабвою тренував ФК «Тірікі». По завершенні кар'єри гравця в «Мараголі Юнайтед», працював менеджером команди у вище вказаному клубі. У 1977 році під час гостьового турне «Мараголі Юнайтед» по Нідерландах також тренував команду. На той час «Мараголі» став першим футбольним клубом Кенії, який відправився в турне Європою. У 1976 році під час турне по Танзанії, «Мараголі Юнайтед» під керівництвом Каденжа зіграв внічию з «Янг Афріканс» (0:0) та поступився «Сімбі» (1:2). Того ж року команда обіграла угандійський «Експрес» (2:1) та розписала нічию (0:0) з «Сімбою» у Кампалі. 
У 2002 році був головним тренером національної збірної Кенії.

## Стиль гри
Захоплював уболівальників контролем м'яча та дриблінгом.

## Особисте життя
Має двох синів, Оскара та Еванса.
У січні 2006 року Каденге переніс серцевий напад. У лютому 2019 року переніс другий серцевий напад, а 7 липня 2019, у віці 84 років, пішов з життя.